# Список запусків Starship

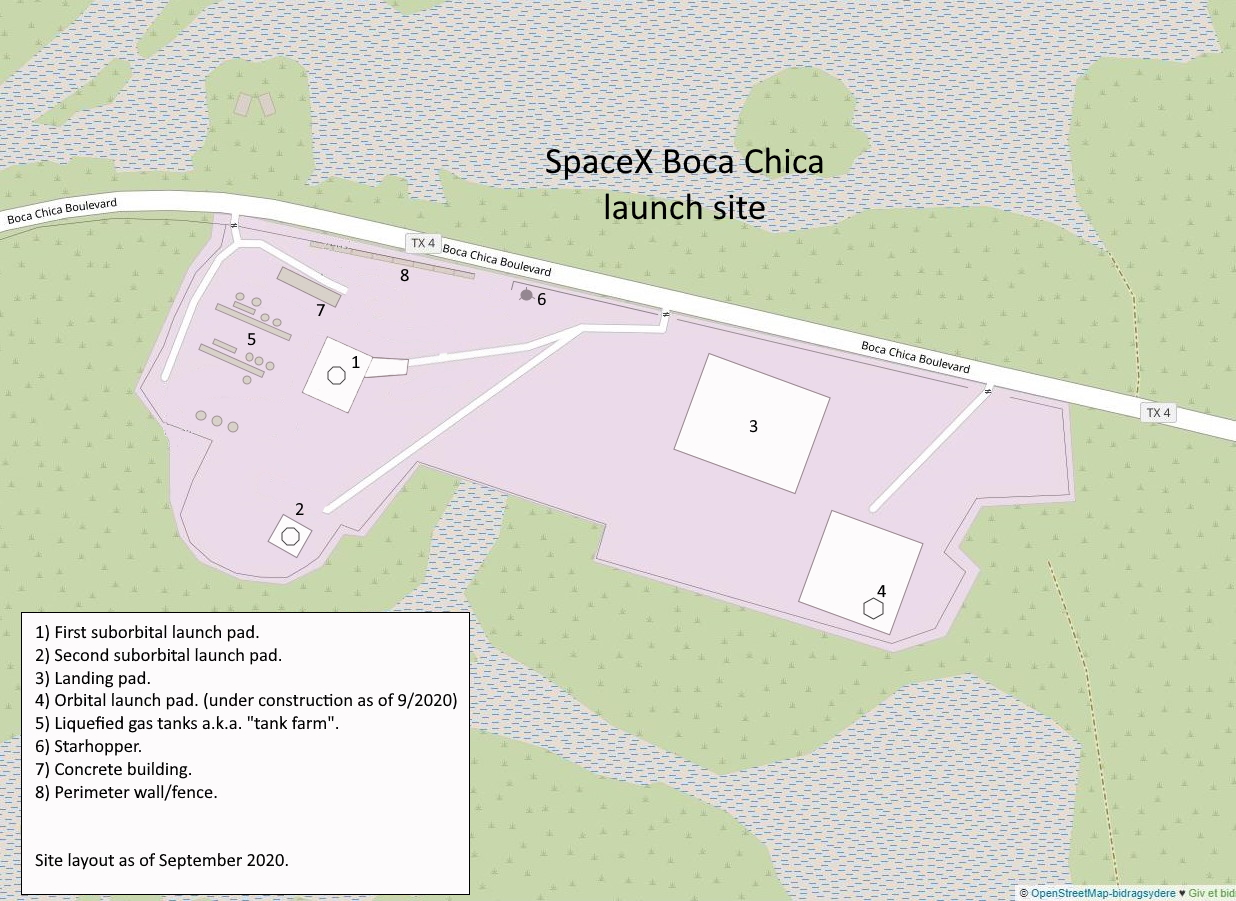
Космодром у с. Бока-Чика:
1, 2 — суборбітальні злітні майданчики; 3 — посадковий майданчик; 4 — орбітальний злітний майданчик; 5 — балони зі зрідженими газами; 6 — Starhopper

Starship — надважка ракета, яку виробляє компанія SpaceX. Має два ступеня: перший — Super Heavy та другий — Starship, що водночас є космічним кораблем. Останній планується випускати у чотирьох модифікаціях: для перевезення вантажу, для посадки на Місяць в межах програми «Артеміда», для доставки на орбіту палива, щоб дозаправити інший корабель та для транспортування людей. Знаходиться на етапі тестування. Першим прототипом був Starhopper. Наразі тестові Starship виготовляють на стартовому комплексі SpaceX у селищі Бока-Чика (Техас) (у містечку Коко (Флорида) будівництво припинено).

## Суборбітальні тестові польоти
| Політ № | Дата запуску (UTC) | Літальний апарат | Місце запуску | Висота, км | Тривалість, с | Успішність      |  |
| 1       | 5 квітня 2019 | Starhopper       | Бока-Чика     | 0,001      | -             | успіх           |  |
| 1       | Посадкові ноги були зафіксовані на поверхні майданчика. Використали двигун № 2 |                  |               |            |               |                 |  |
| 2       | 25 липня 2019 | Starhopper       | Бока-Чика     | 0,02       | 22            | успіх           |  |
| 2       | Двигун № 6 |                  |               |            |               |                 |  |
| 3       | 27 серпня 2019 | Starhopper       | Бока-Чика     | 0,15       | 57            | успіх           |  |
| 3       | Після цього польоту Starhopper використовуватимуть як випробувальний стенд |                  |               |            |               |                 |  |
| 4       | 4 серпня 2020 | SN5              | Бока-Чика     | 0,15       | 40            | успіх           |  |
| 4       | Апарат привели в дію двигуном № 27 |                  |               |            |               |                 |  |
| 5       | 3 вересня 2020 | SN6              | Бока-Чика     | 0,15       | 39            | успіх           |  |
| 5       | Двигун № 29 |                  |               |            |               |                 |  |
| 6       | 9 грудня 2020, 22:45 | SN8              | Бока-Чика     | 12,5 км    | 6 хв., 42 с   | Зруйнований     |  |
| 6       | 13 листопада під час статичного випробування двигунів із подачею палива із мінірезервуарів для приземлення сталося значне підвищення тиску. Через відмову пневматичної системи, яка відбулася внаслідок потрапляння в певний її елемент шматочка покриття злітного майданчика, відкинутого реактивним струменем, регулювальні клапани тиску не відкрилися. Але руйнації корабля вдалося запобігти завдяки спрацюванню запобіжного вибухового клапана. Мінімум один двигун частково поплавився (відео). 9 грудня відбувся його підйом на 12,5 км із трьома двигунами № 30, № 36 і № 42, під час якого перші два по черзі самостійно перестали працювати. Корабель почав зниження у горизонтальному положенні, використовуючи чотири керуючі поверхні. Перемикання подачі пального таким чином, щоб воно здійснювалося із мінірезервуарів, пройшло вдало, але тиск у метановому виявився занизьким. Двигуни повторно увімкнулися, але через велику швидкість SN8 вибухнув під час посадки на майданчик (відео від 1:48:20) |                  |               |            |               |                 |  |
| 7       | 2 лютого 2021, 20:25 | SN9              | Бока-Чика     | 10 км      | 6 хв., 26 с   | Зруйнований     |  |
| 7       | Підйом на трьох двигунах включно з № 45 і № 49 та маневр із розворотом у горизонтальне положення пройшли вдало. Однак, замість двох двигунів увімкнувся лише один і корабель, так і не вирівнявшись, вибухнув від удару об посадковий майданчик (відео) |                  |               |            |               |                 |  |
| 8       | 3 березня 2021 | SN10             | Бока-Чика     | 10 км      | 6 хв., 24 с   | Частковий успіх |  |
| 8       | |                  |               |            |               |                 |  |
| 9       | 30 березня 2021 | SN11             | Бока-Чика     | 10 км      | 6 хв          | Зруйнований     |  |
| 9       | |                  |               |            |               |                 |  |
| 10      | 5 травня 2021 | SN15             | Бока-Чика     | 10 км      | 5 хв., 59 с   | успіх           |  |
| 10      | |                  |               |            |               |                 |  |